# Grb Bosne i Hercegovine
Grb Bosne i Hercegovine proglašen je 19. svibnja 1998., zamjenjujući dotadašnji grb BiH s heraldičkim ljiljanima koji je tijekom rata postao gotovo isključivi simbol bošnjačkoga naroda. 
Grb je po grafičkim elementima vrlo sličan zastavi BiH: dijagonalno je podijeljen na gornji i desni žuti te donji i lijevi plavi dio. U plavom se dijelu uz granicu sa žutim poljem nalazi sedam bijelih petokrakih zvijezda, od kojih su krajnja gornja i donja prikazane samo djelomično. Postoji nekoliko objašnjenja simbolike grba; žuti trokut trebao bi simbolizirati zemljopisni oblik BiH, njegove tri stranice tri konstitutivna naroda, a sama žuta boja Sunce. Plava boja simbolizira nebo, ili pak međunarodne organizacije (UN ili Europsku uniju), a zvijezde su također simbolička poveznica sa zastavom EU.
Temeljem članka IV. 4. a) Ustava Bosne i Hercegovine  Parlamentarna skupština Bosne i Hercegovine (Zastupnički dom 6. lipnja 2001., a Dom naroda 23. svibnja 2001.) usvojila je Zakon o grbu BiH 2001. godine. Zakon je objavljen u Službenom glasniku Bosne i Hercegovine od 3. kolovoza 2001. godine.

## Grb SR BiH
Nakon rasapada Austrougarske Monarhije 1918. i uspostave Kraljevine Jugoslavije posebnost BiH je prestala postojati, pa tako i njezin zastava i grb. Nakon nestanka Nezavisne Države Hrvatske i uspostave komunističke Jugoslavije 1945., ponovno se aktualiziralo pitanje zastave i grba Bosne i Hercegovine, jedne od republika novostvorene Jugoslavije.
Rasprave oko grba SR Bosne i Hercegovine nisu išle glatko. Već su na prvi nacrt izražene primjedbe. Džemal Bijedić je zagovarao izbacivanje nadnevka iz grba tvrdeći da je bilo i drugih značajnih nadnevaka u povijesti Bosne i Hercegovine. Podržali su ga i drugi zastupnici, pa je Ustavotvorna skupština te primjedbe i usvojila. Postojao je i prijedlog da umjesto tri ruke koje drže baklju bude samo jedna ruka koja bi simbolizirala jedinstvo triju naroda u BiH, međutim, taj je prijedlog odbačen jer takva tendencija nije zabilježena kod stvaranja grbova ostalih republika. Međutim, Šefket Maglajlić, predsjednik Glavnog odbora Jedinstve-nih sindikata i narodni poslanik, podnio je amandman u kojem obrazlaže da se ruke na grbu trebaju mijenjati jer "u predloženom grbu Narodne republike Bosne i Hercegovine treba izbrisatitri ruke koje drže buktinju, jer te ruke nisu izvedene estetski i ne odgovarajusimbolu jedinstva koji je izražavala buktinja." U raspravi je također zaključeno da je primjena grba, posebice na štembiljima, teško izvodiva, stoga je usvojena i Maglajlićeva primjedba. Međutim, ni s novim izmjenama nacrt o grbu nije mogao biti usvojen. Po prijedlogu Moše Pijade i Edvarda Kardelja grb je trebao sadržavati oznake koji bi iskazivali kontinuitet državnosti Bosne i Hercegovine, pa je predložen grb Kotromanića. Međutim, prijedlog je odbijen jer je državni kontinutitet Kraljevine Bosne s BiH bilo nemoguće prikazat, a tome su i grbovi srednjovjekovne Bosne predstavljali grbove velmoža, a ne države. Kao rješenje u Skupštini i prikaz kontinuiteta srednjovjekovne i socijalističke BiH postavljen je grad Jajce. Naime, u Jajcu su stolovali bosanski kraljevi, a tu je održano i zasjedanje AVNOJ-a 29. studenog 1943.
Posljednja izmjena grba prihvaćena je i zbog mišljenja da raniji prijedlozi nisu odražavali gospodarsko bogatstvo Bosne i Hercegovine, bosanskohercegovačke šume i njezinu orijentaciju ka industrijalizaciji. Grb je izrađen po uzoru na sovjetski i predstavlja primjer socrealističke umjetnosti. U grbu SR BiH izbjegnuti su nacionalni simboli koje su sadržavali grbovi SR Hrvatske i SR Srbije. I siluete grada Jajca su neprimjetne, osim ako se ne pročita članak 4 Ustava u kojem stoji odredba o grbu. Dimnjaci na grbu predstavljaju industrijalizaciju i simboliziraju bazno-energetsku orijentaciju u gospodarstvu Bosne i Hercegovine.

## Grb RBiH
Dolazak demokratskog režima u Bosnu i Hercegovinu zahtijevao je i promjenu državnih simbola. Cilj je bio povezati BiH sa srednjovjekovnom Kraljevinom Bosnom kako bi se simbolizirala obnova njezine državnosti, ali tako da novi grb bude lišen nacionalnih simbola. Stvaranjem novog grba željelo se izbjeći podizanje unutar nacionalnih tenzija koje su već bile dovoljno napete. Stvaranje novih simbola Bosne i Hercegovine počelo je 27. veljače 1991. kada je Skupština SR Bosne i Hercegovine na prijedlog 86 zastupnika donijela Odluku da se pristupi promjeni Ustava SR BiH te da se, u svezi s tim, donese ustavni zakon o nazivu i državnim simbolima Republike Bosne i Hercegovine. Uskoro je sastavljena stručna skupina znanstvenika sa zadatkom da naprave nove simbole BiH. Tu skupinu činili su arheolog Hasan-Mirza Ćeman, povjesničari Tihomir Glavaš, Boris Nilević i Enver Imamović, dizajner Zvonimir Bebek te pravnici Vedran Hadžović (koordinator) i Kasim Trnka (konzultant).
Stručni tim predlagao je da podloga zastave bude svjetloplave boje, koja simbolizira mir, blagostanje, zajedništvo i sl. Ta boja predložena je po uzoru na onu Ujedinjenih naroda. Predloženo je da grb bude pravokutnoga oblika, razmjera 5:3. Novi grb se, po prijedlogu, trebao nalaziti na sredini zastave veličine 7:12 u odnosu na njezinu visinu. Grb je bio temeljen na izgledu sačuvanom na nekolicini srednjovjekovnih kraljevskih pečata i kovanica. Međutim, stručnoj skupini je najvažniji izvor za grb bio posmrtni plašt kralja Tvrtka I. nađen prilikom iskopavanja krunidbene i grobne crkve bosanskih kraljeva u Arnautovićima kod Visokog. Tada je određeno da novi bosanskohercegovački simbol bude ljiljan iz vremena Kraljevine Bosne koji ne predstavlja ni jednu nacionalnost u BiH te da njegovo podrijetlo treba tražiti u endemskoj bosanskohercegovačkoj podvrsti ljiljana, Lilium Bosniacum Beck koja raste na obroncima Igmana i Sutjeske. Međutim, takvo podrijetlo je neosnovano te je neosporno da ljiljani Kotromanića potječu od grba francuske dinastije Anžuvinaca koja je imala velik utjecaj na razvoj bosanske heraldike. Naime, u heraldici ljiljan ne odgovara pravom cvijetu ljiljana.
Novi simboli predstavljeni su kulturnim društvima HKD Napretku, SKD Prosvjeti, ZK Preporodu i židovskoj zajednici La Benevolencija s ciljem da se naprave i usuglase novi prijedlozi. Sva društva su pristala na nove simbole osim Prosvjete koja je predlagala da novi grb čine i četiri "S" kao srpski simbol. Daljnje usvajanje prijedloga prekinuo je rat u Bosni i Hercegovini čijim se početkom stručka skupina raspala. Samoinicijativno su djelovanje nastavili Imamović i Bebek koji su napravili izmjene prvotnog prijedloga tako da je umjesto svjetloplave boje pozadine zastave uzeta bijela, a boja obruba štita je umjesto srebrne promijenjena u zlatnu. U isto vrijeme napravili su i grb Armije RBiH dodajući tom grbu dva ukrštena mača. Njihov rad okončan je početkom svibnja 1992.

## Bosanskohercegovački grbovi kroz povijest
- Bivši grb Federacije BiH
- Grb Republike BiH (1992. – 1998.)
- Prva inačica grba BiH
(1998. – 2001.)
- Bivši grb Republike Srpske
- Grb Hrvatske Republike Herceg-Bosne (1992. – 1994.)
- Grb Bosne iz zemljovida koji je naručio Petar Zrinski
- Grb Hrvatinića s oklopljenom rukom (simbol ukomponiran u grb karlovačke županije)
- Grb BiH za vrijeme Austro-Ugarske nastao na predlošku grba Hrvatinića i kraljevske krune
- Grb Bosne iz Fojničkog grbovnika
- Cjeloviti grb velikog vojvodstva – hercegstva Kosača